# 托德縣 (南達科他州)
托德縣（英語：Todd County）是美国南达科他州南部的一個郡，南鄰內布拉斯加州，面積3,602平方（1,391平方英里）。根据2020年美國人口普查，共有人口9,319人。無縣治，行政中心位於特里普縣的米申 （Mission）。最大聚居地為溫納 （Winner）。
縣政府成立於1909年，縣政府成立於1981年。縣名紀念1873至1877年任達科他領地國會代表的約翰·布萊爾·史密斯·托德 （John Blair Smith Todd）。全縣土地都位於印第安保留地內。